# Souper Ligka Ellada 2019-2020
La Souper Ligka Ellada 2019-2020 è stata l'84ª edizione della massima serie del campionato greco di calcio, la 61ª a girone unico, iniziata il 24 agosto 2019, sospesa il 13 marzo 2020 a causa della pandemia di COVID-19, è ripresa il 6 giugno per concludersi il 19 luglio seguente. Il campionato è stato vinto dall'Olympiacos, al primo successo nel torneo dopo tre anni.

## Stagione

### Novità
Il campionato prevede la disputa di due fasi, una fase regolare, a cui seguiranno una fase per decidere i campioni e una per le retrocessioni.
Dalla stagione precedente sono retrocesse Apollōn Smyrnīs, Levadeiakos e PAS Giannina. Data la diminuzione di squadre da 16 a 14, dalla Football League è stato promosso solamente il Volo.

### Formula
Le 14 squadre partecipanti si affrontano in un girone all'italiana con partite di andata e ritorno, per un totale di 26 giornate.
Le prime 6 classificate partecipano alla poule scudetto, affrontandosi in un girone all'italiana con partite di andata e ritorno, per un totale di 10 giornate. Le squadre mantengono il punteggio guadagnato durante la stagione regolare. La squadra prima classificata è campione della Grecia e si qualifica alla UEFA Champions League 2020-2021, insieme alla seconda classificata; la terza e la quarta classificate più la vincente della Kypello Ellados si qualificano alla UEFA Europa League 2020-2021.
Le squadre classificate dal 7º al 14º posto partecipano alla poule retrocessione, affrontandosi in un girone all'italiana con partite di andata e ritorno, per un totale di 14 giornate. Le squadre mantengono il punteggio guadagnato durante la stagione regolare. L'ultima classificata retrocede in Souper Ligka 2, mentre la penultima disputa uno spareggio promozione retrocessione con la seconda classificata della Souper Ligka 2. A causa della lunga sosta dovuta alla pandemia di COVID-19, è stato disputato un girone con partite di sola andata, per un totale di 7 giornate, invece di 14.

## Squadre partecipanti
| Club             | Stagione | Città      | Stadio                          | Stagione precedente         |
| ---------------- | -------- | ---------- | ------------------------------- | --------------------------- |
| AEK Atene        | dettagli | Atene      | Stadio olimpico Spyros Louīs    | 3º posto                    |
| Arīs Salonicco   | dettagli | Salonicco  | Stadio Kleanthis Vikelidis      | 5º posto                    |
| Asteras Tripolīs | dettagli | Tripoli    | Stadio Theodōros Kolokotrōnīs   | 11º posto                   |
| Atromītos        | dettagli | Peristeri  | Stadio Peristeri                | 4º posto                    |
| Lamia            | dettagli | Lamia      | Stadio municipale               | 7º posto                    |
| Larissa          | dettagli | Larissa    | AEL FC Arena                    | 10º posto                   |
| OFI Creta        | dettagli | Candia     | Stadio Theodoros Vardinogiannis | 13º posto                   |
| Olympiacos       | dettagli | Il Pireo   | Stadio Geōrgios Karaiskakīs     | 2º posto                    |
| Panaitōlikos     | dettagli | Agrinio    | Stadio Panaitolikou             | 9º posto                    |
| Panathīnaïkos    | dettagli | Atene      | Stadio Apostolos Nikolaidis     | 8º posto                    |
| Paniōnios        | dettagli | Nea Smyrnī | Stadio Nea Smyrnī               | 6º posto                    |
| PAOK             | dettagli | Salonicco  | Stadio Toumba                   | Campione                    |
| Volo             | dettagli | Volo       | Stadio Panthessaliko            | 1º posto in Football League |
| Xanthī           | dettagli | Xanthi     | Xanthi FC Arena                 | 12º posto                   |

## Prima fase

### Classifica finale
|  | Pos. | Squadra          | Pt | G  | V  | N  | P  | GF | GS | DR  |
|  | ---- | ---------------- | -- | -- | -- | -- | -- | -- | -- | --- |
|  | 1.   | Olympiacos       | 66 | 26 | 20 | 6  | 0  | 53 | 9  | +44 |
|  | 2.   | PAOK             | 59 | 26 | 18 | 5  | 3  | 50 | 23 | +27 |
|  | 3.   | AEK Atene        | 51 | 26 | 15 | 6  | 5  | 42 | 22 | +20 |
|  | 4.   | Panathīnaïkos    | 44 | 26 | 12 | 8  | 6  | 35 | 23 | +12 |
|  | 5.   | OFI Creta        | 34 | 26 | 10 | 4  | 12 | 35 | 35 | 0   |
|  | 6.   | Arīs Salonicco   | 34 | 26 | 8  | 10 | 8  | 38 | 32 | +6  |
|  | 7.   | Atromītos        | 32 | 26 | 9  | 5  | 12 | 31 | 36 | -5  |
|  | 8.   | Larissa          | 30 | 26 | 7  | 9  | 10 | 28 | 33 | -5  |
|  | 9.   | Asteras Tripolīs | 30 | 26 | 8  | 6  | 12 | 33 | 37 | -4  |
|  | 10.  | Lamia            | 27 | 26 | 5  | 12 | 9  | 19 | 33 | -14 |
|  | 11.  | Volo             | 27 | 26 | 7  | 6  | 13 | 23 | 42 | -19 |
|  | 12.  | Xanthī (-12)     | 18 | 26 | 8  | 6  | 12 | 21 | 32 | -11 |
|  | 13.  | Panaitōlikos     | 17 | 26 | 3  | 8  | 15 | 20 | 42 | -22 |
|  | 14.  | Paniōnios (-6)   | 11 | 26 | 4  | 5  | 17 | 16 | 45 | -29 |

Legenda:
      Ammesse alla poule scudetto
      Ammesse alla poule retrocessione
Note:
Tre punti a vittoria, uno a pareggio, zero a sconfitta.

### Risultati
|                  | AEK  | ArS  | Ast  | Atr  | Lam  | Lar  | OFI  | Oly  | Pan  | Pnt  | Pno  | PAO  | Vol  | Xan  |
| ---------------- | ---- | ---- | ---- | ---- | ---- | ---- | ---- | ---- | ---- | ---- | ---- | ---- | ---- | ---- |
| AEK Atene        | –––– | 1-1  | 2-1  | 3-2  | 2-0  | 3-0  | 3-0  | 0-0  | 3-1  | 1-0  | 5-0  | 2-2  | 3-2  | 1-2  |
| Arīs Salonicco   | 0-1  | –––– | 2-1  | 1-2  | 1-1  | 2-3  | 1-1  | 1-2  | 2-0  | 4-0  | 2-0  | 4-2  | 4-0  | 1-0  |
| Asteras Tripolīs | 2-3  | 1-1  | –––– | 2-1  | 4-1  | 1-1  | 2-0  | 0-5  | 2-1  | 1-1  | 2-0  | 1-2  | 0-0  | 5-0  |
| Atromītos        | 0-1  | 2-2  | 2-1  | –––– | 1-1  | 1-1  | 2-1  | 0-1  | 2-0  | 0-1  | 4-0  | 2-3  | 0-0  | 1-0  |
| Lamia            | 0-0  | 2-2  | 1-1  | 2-2  | –––– | 0-0  | 2-1  | 0-4  | 0-0  | 1-1  | 1-1  | 0-1  | 1-0  | 1-0  |
| Larissa          | 0-0  | 0-0  | 3-0  | 1-2  | 0-3  | –––– | 3-2  | 0-1  | 2-2  | 0-2  | 2-0  | 1-2  | 2-1  | 3-0  |
| OFI Creta        | 1-0  | 3-1  | 3-1  | 1-0  | 3-0  | 0-0  | –––– | 0-1  | 3-1  | 1-1  | 4-1  | 0-1  | 1-2  | 2-0  |
| Olympiakos       | 2-0  | 4-2  | 1-0  | 2-0  | 2-0  | 4-1  | 2-1  | –––– | 2-0  | 1-0  | 4-0  | 1-1  | 5-0  | 3-1  |
| Panaitōlikos     | 0-1  | 2-0  | 1-1  | 0-1  | 1-1  | 2-2  | 2-0  | 0-3  | –––– | 0-0  | 1-0  | 0-3  | 1-1  | 1-2  |
| Panathīnaïkos    | 3-2  | 0-0  | 1-0  | 3-0  | 2-0  | 1-2  | 1-3  | 1-1  | 3-1  | –––– | 3-0  | 2-0  | 4-1  | 0-1  |
| Paniōnios        | 1-1  | 1-1  | 0-1  | 1-0  | 0-1  | 1-0  | 1-2  | 1-1  | 3-0  | 0-1  | –––– | 0-2  | 1-2  | 0-0  |
| PAOK             | 1-0  | 2-2  | 3-1  | 5-1  | 3-0  | 1-0  | 4-0  | 0-1  | 2-1  | 2-2  | 2-1  | –––– | 1-0  | 2-0  |
| Volos            | 1-3  | 1-0  | 0-1  | 2-3  | 1-0  | 0-0  | 1-0  | 0-0  | 2-1  | 1-1  | 2-1  | 0-2  | –––– | 1-3  |
| Xanthī           | 0-1  | 0-1  | 2-1  | 1-0  | 0-0  | 2-1  | 2-2  | 0-0  | 0-0  | 0-1  | 1-2  | 1-1  | 3-1  | –––– |

## Poule scudetto
Le sei squadre miglior classificate nella stagione regolare si incontrano due volte per un totale di 10 partite per squadra. Le squadre cominciano la Poule scudetto con i punti ottenuti nella stagione regolare.

### Classifica finale
|                   | Pos. | Squadra        | Pt | G  | V  | N  | P  | GF | GS | DR  |
| ----------------- | ---- | -------------- | -- | -- | -- | -- | -- | -- | -- | --- |
| Grecia (bandiera) | 1.   | Olympiacos     | 91 | 36 | 28 | 7  | 1  | 74 | 16 | +58 |
|                   | 2.   | PAOK           | 73 | 36 | 21 | 10 | 5  | 58 | 29 | +29 |
|                   | 3.   | AEK Atene      | 69 | 36 | 20 | 9  | 7  | 59 | 32 | +27 |
|                   | 4.   | Panathīnaïkos  | 58 | 36 | 15 | 13 | 8  | 43 | 32 | +11 |
|                   | 5.   | Arīs Salonicco | 42 | 36 | 10 | 12 | 14 | 48 | 51 | -3  |
|                   | 6.   | OFI Creta      | 36 | 36 | 10 | 6  | 20 | 43 | 56 | -13 |

Legenda:

      Campione della Grecia e ammessa alla UEFA Champions League 2020-2021
      Ammessa alla UEFA Champions League 2020-2021
      Ammessa alla UEFA Europa League 2020-2021
Note:

Tre punti per la vittoria, uno per il pareggio, zero per la sconfitta.

### Risultati
|                | AEK  | ArS  | OFI  | Oly  | Pnt  | PAO  |
| -------------- | ---- | ---- | ---- | ---- | ---- | ---- |
| AEK Atene      | –––– | 2-2  | 2-0  | 1-2  | 1-1  | 0-0  |
| Aris Salonicco | 1-4  | –––– | 3-1  | 2-4  | 0-1  | 0-2  |
| OFI Creta      | 0-2  | 0-1  | –––– | 1-3  | 0-0  | 2-2  |
| Olympiakos     | 3-0  | 3-1  | 2-1  | –––– | 3-0  | 0-1  |
| Panathīnaïkos  | 1-3  | 2-0  | 3-2  | 0-0  | –––– | 0-0  |
| PAOK           | 0-2  | 0-0  | 3-1  | 0-1  | 0-0  | –––– |

## Poule retrocessione

### Classifica finale
Le ultime otto squadre classificate nella stagione regolare si incontrano una volta sola per un totale di 7 partite per squadra. Le squadre cominciano la Poule retrocessione con i punti ottenuti nella stagione regolare.
|  | Pos. | Squadra          | Pt | G  | V  | N  | P  | GF | GS | DR  |
|  | ---- | ---------------- | -- | -- | -- | -- | -- | -- | -- | --- |
|  | 7.   | Asteras Tripolīs | 43 | 33 | 11 | 10 | 12 | 44 | 42 | +2  |
|  | 8.   | Atromītos        | 42 | 33 | 11 | 9  | 13 | 41 | 43 | -2  |
|  | 9.   | Larissa          | 36 | 33 | 8  | 12 | 13 | 32 | 42 | -10 |
|  | 10.  | Lamia            | 35 | 33 | 6  | 17 | 10 | 23 | 36 | -13 |
|  | 11.  | Volo             | 31 | 33 | 8  | 7  | 18 | 27 | 54 | -27 |
|  | 12.  | Panaitōlikos     | 29 | 33 | 6  | 11 | 16 | 30 | 48 | -18 |
|  | 13.  | Xanthī (-12)     | 24 | 33 | 9  | 9  | 15 | 25 | 38 | -13 |
|  | 14.  | Paniōnios (-6)   | 23 | 33 | 7  | 8  | 18 | 20 | 48 | -28 |

Legenda:
   Ammessa allo spareggio promozione/retrocessione.
      Retrocesse in Souper Ligka 2 2020-2021
Note:
Tre punti a vittoria, uno a pareggio, zero a sconfitta.
Il Panionios ha scontato 6 punti di penalizzazione.
Lo Xanthi ha scontato 12 punti di penalizzazione.

### Risultati
|                  | Ast  | Atr  | Lam  | Lar  | Pan  | Pno  | Vol  | Xan  |
| ---------------- | ---- | ---- | ---- | ---- | ---- | ---- | ---- | ---- |
| Asteras Tripolīs | –––– | 1-1  | 1-1  |      |      | 0-0  | 4-0  |      |
| Atromītos        |      | –––– | 1-1  | 3-0  | 2-2  | 0-0  |      |      |
| Lamia            |      |      | –––– | 0-0  | 2-0  | 0-1  |      | 0-0  |
| Larissa          | 1-2  |      |      | –––– |      | 0-0  | 3-1  | 0-0  |
| Panaitōlikos     | 1-1  |      |      | 3-0  | –––– |      | 1-0  |      |
| Paniōnios        |      |      |      |      | 0-2  | –––– | 1-0  | 2-1  |
| Volos            |      | 2-3  | 0-0  |      |      |      | –––– | 1-0  |
| Xanthī           | 1-2  | 1-0  |      |      | 1-1  |      |      | –––– |

## Spareggio promozione/retrocessione
|                 |       |                 | Città e data           |
| --------------- | ----- | --------------- | ---------------------- |
| Xanthī          | 0 - 1 | Apollōn Smyrnīs | Xanthi, 26 agosto 2020 |
| Apollōn Smyrnīs | 3 - 1 | Xanthī          | Atene, 29 agosto 2020  |

## Statistiche

### Individuali

#### Classifica marcatori
| Gol |  |  | Giocatore                  | Squadra          |
| --- |  |  | -------------------------- | ---------------- |
| 20  |  |  | Youssef El-Arabi           | Olympiakos       |
| 14  |  |  | Nélson Oliveira            | AEK              |
| 14  |  |  | Giōrgos Manousos           | Atromītos        |
| 14  |  |  | Federico Macheda           | Panathīnaïkos    |
| 12  |  |  | Bruno Gama                 | Arīs Salonicco   |
| 11  |  |  | Jerónimo Barrales          | Asteras Tripolīs |
| 11  |  |  | Karol Świderski            | PAOK             |
| 11  |  |  | João Figuereido            | OFI Creta        |
| 10  |  |  | Luis Fernández             | Asteras Tripolīs |
| 9   |  |  | Marko Livaja               | AEK              |
| 9   |  |  | Giōrgos Masouras           | Olympiakos       |
| 9   |  |  | Radomir Milosavljević      | Larissa          |
| 8   |  |  | Chuba Akpom                | PAOK             |
| 8   |  |  | Abiola Dauda               | Panaitōlikos     |
| 8   |  |  | Brown Ideye                | Arīs Salonicco   |
| 8   |  |  | Anastasios Chatzīgiovannīs | Panathīnaïkos    |